# 東部開発区域

東部開発区域（とうぶかいはつくいき、पूर्वाञ्चल विकास क्षेत्रर）は、2015年までネパールにあった開発区域の一つ。三つの県より成り立っていた。
- サガルマタ県（■）
- コシ県（■）
- メチ県（■）